# Idaea townsendi
Idaea townsendi är en fjärilsart som beskrevs av Fletcher 1956. Idaea townsendi ingår i släktet Idaea och familjen mätare. Inga underarter finns listade i Catalogue of Life.